# Phim Tết
Phim Tết (giản thể: 贺岁片; phồn thể: 賀歲片; bính âm: hè suì piàn; Việt bính: ho6 seoi3 pin3; Hán-Việt: hạ tuế phiến) của khối Hoa ngữ, Nhật Bản và Việt Nam, thường được phát hành trong dịp Tết Nguyên Đán hay đầu xuân năm mới, là một bộ phim điện ảnh với đa dạng các thể loại (kỳ ảo, hài hước, hành động, hoạt hình, và tương tự như thế) nhưng phong cách nói chung thường mang tính thư giãn, hóm hỉnh. Ở Nhật Bản, dòng phim này được gọi là Shōgatsu eiga (正月映画) hay phim Shōgatsu. Đề tài của phim Tết thường tập trung vào 12 con giáp, bối cảnh và những vật tượng trưng khác báo hiệu năm mới đang đến gần, đưa những quan niệm về Tết lên màn ảnh và thể hiện chúng theo lối hiện đại đầy lý thú. Gần đây, dòng phim này đang dần trở thành một cách ăn Tết phổ biến. Những năm gần đây, sự hiện diện trên màn ảnh của những bộ phim này đang ngày càng gia tăng trong suốt mùa nghỉ lễ.

## Lời tựa
Các nhà nghiên cứu văn hóa dân gian tin rằng Tết là một dạng văn hóa truyền thống Trung Hoa. Phim Tết Hoa ngữ có thể truy nguyên về những diễn viên kịch thời Thanh mạt ở Trung Quốc. Trong suốt những ngày Tết, ông chủ sân khấu kịch sẽ tập hợp những diễn viên nổi tiếng nhất từ nhiều gánh hát khác nhau và để họ biểu diễn các tiết mục.

## Lịch sử tại Hồng Kông

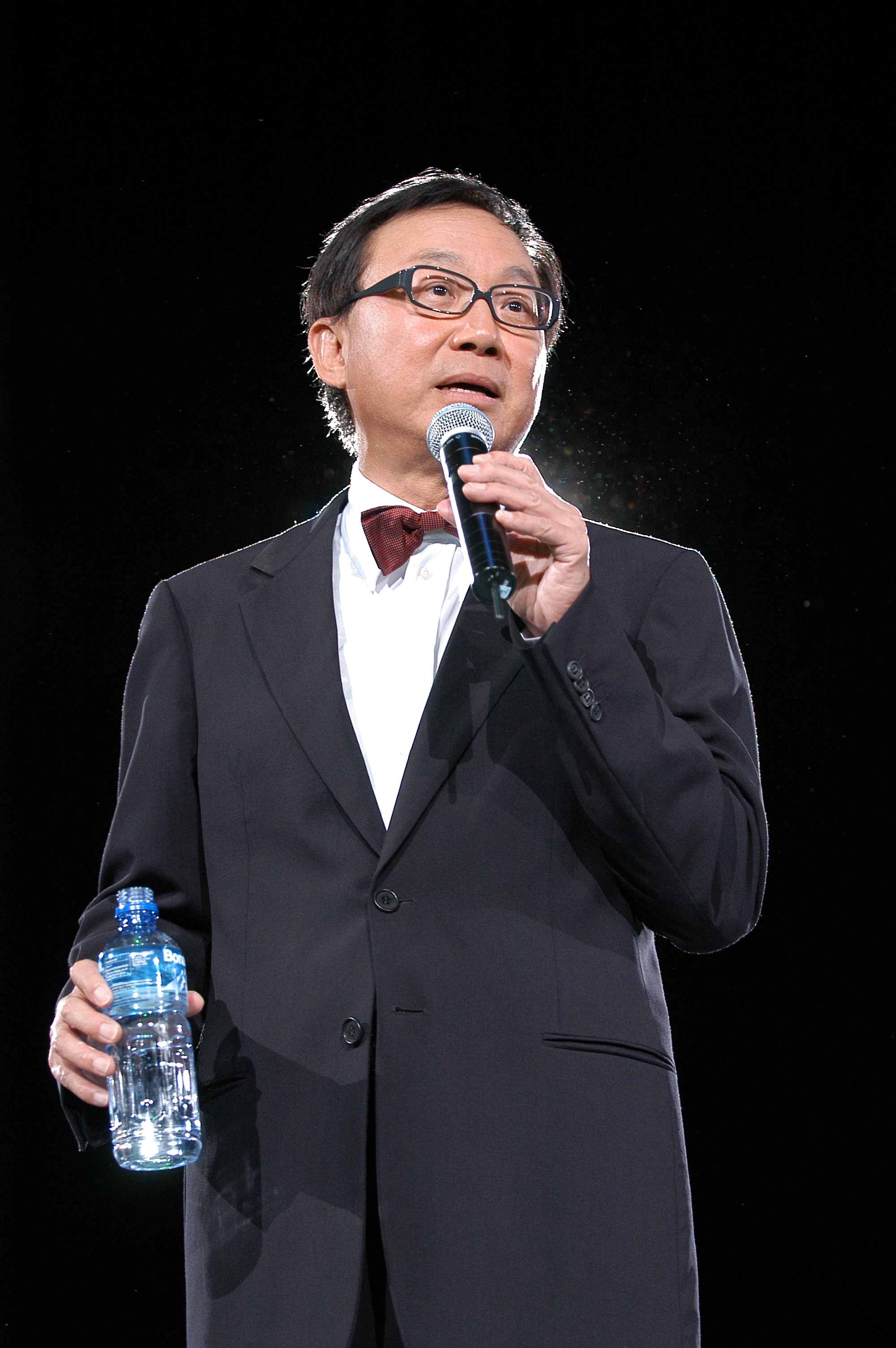
Hứa Quán Văn - người anh cả trong số bốn anh em Hứa gia.

Phim Tết được xem như một thông lệ không thể thiếu của Hồng Kông. Mặc dù truyền thống này mới chỉ khoảng 30 năm tuổi nhưng nó đã trở thành kinh điển và hiện đem đến cho người dân Hồng Kông ý nghĩa của sự kế tục và thuộc về.

## Một số bộ phim Tết tại Việt Nam
Kể từ năm 2008, nền điện ảnh phía Nam liên tục cho ra đời các bộ phim Tết được phát hành vào dịp Tết Nguyên Đán hàng năm để phục vụ khán giả cả nước. Danh sách bao gồm:
- Nụ hôn thần chết (2008) - Thanh Hằng, Johnny Trí Nguyễn,...
- Đẹp từng centimet (2009) - Tăng Thanh Hà, Lương Mạnh Hải,...
- Giải cứu thần chết (2009) - Minh Hằng, Chí Thiện,...
- Công chúa teen và ngũ hổ tướng (2010) - Bảo Thy, Hoài Linh,...
- Cô dâu đại chiến (2011) - Ngọc Diệp, Huy Khánh,...
- Thiên mệnh anh hùng (2012) - Midu, Huỳnh Đông,...
- Mỹ nhân kế (2013) - Thanh Hằng, Tăng Thanh Hà,...
- Nhà có 5 nàng tiên (2013) - Việt Hương, Hoài Linh,...
- Cô dâu đại chiến 2 (2014) - Lan Phương, Bình Minh,...
- Năm sau con lại về (2014) - Nhật Cường, Trường Giang,...
- Nàng tiên có 5 nhà (2017) - Khả Ngân, Hoài Linh,...
- 49 ngày 2 (2017) - Hari Won, Ngô Kiến Huy
- Đích tôn độc đắc (2018) - Bạch Công Khanh, Hoài Linh
- Về quê ăn Tết (2018) - Ngô Thanh Vân, Jun Phạm,...
- Siêu sao siêu ngố (2018) - Sam, Trường Giang,...
- Táo quậy (2019) - Vân Trang, Hứa Minh Đạt,...
- Trạng Quỳnh (2019) - Nhã Phương, Trấn Thành,...
- Vu quy đại náo (2019) - Ngọc Trinh, Diệu Nhi,...
- Cua lại vợ bầu (2019) - Ninh Dương Lan Ngọc, Trấn Thành,...
- Đôi mắt âm dương (2020) - Thu Trang, Quốc Trường,...
- 30 chưa phải tết (2020) - Mạc Văn Khoa, Trường Giang,...
- Gái già lắm chiêu 3 (2020) - Ninh Dương Lan Ngọc, Lê Khanh,...
- Tiền nhiều để làm gì (2020) - Hiệp Gà, Phước Sang,...
- Bố già (2021) - Tuấn Trần, Trấn Thành,...
- Trạng Tí phiêu lưu ký (2022) - Phi Phụng, Trung Dân,...
- Chìa khóa trăm tỷ (2022) - Jun Vũ, Anh Tú,...
- 1990 (2022) - Nhã Phương, Diễm My,...
- Nhà không bán (2022) - Việt Hương, Nam Em,...
- Trà xanh đấu siêu lừa (2022) - Thiên An, Anh Tú,...
- Nhà bà Nữ (2023) - Lê Giang, Trấn Thành,...
- Chị chị em em 2 (2023) - Ngọc Trinh, Minh Hằng,...
- Mai (2024) - Phương Anh Đào, Tuấn Trần, Trấn Thành...
- Gặp lại chị bầu (2024) - Diệu Nhi, Anh Tú,...
- Đào, phở và piano (2024) - Tuấn Hưng, Doãn Quốc Đam, Cao Thị Thùy Linh...
- Bộ tứ báo thủ (2025) - Lê Dương Bảo Lâm, Trấn Thành, Lê Giang...